# Иван Вазов
Иван Вазов (буг. Иван Вазов; Сопот, 9. јул 1850 — Софија, 22. септембар 1921) је био бугарски песник, приповедач, романописац и академик. He was born in Sopot, a town in the Rose Valley of Bulgaria (then part of the Ottoman Empire). The works of Ivan Vazov reveal two historical epochs - the Bulgarian Renaissance and the Post-Liberation (from Ottoman Empire rule) epoch. Ivan Vazov holds the highest honorary title of the Bulgarian Academy of Sciences - Academician. He acted as Education and People Enlightenment Minister from September 7, 1897, until January 30, 1899, representing the People's Party.

## Биографија
Иван Вазов је рођен у Сопоту, у породици успешног трговца. Школу је похађао најпре у свом родном граду, а касније у Калоферу код учитеља Ботја Петкова, оца бугарског песника и револуционара Христа Ботева. Тамо се упознао с руском и француском литературом, а 1866. прешао је у Пловдивску гимназију где је учио грчки, турски и француски језик. Године 1870. Вазов је отишао у Румунију код свог стрица. Тамо је научио румунски и почео је читати румунску поезију. Истовремено је почео слати своје патриотске песме бугарским емигрантским часописима - Слобода и Отаџбина. Касније је неколико година радио као учитељ и преводилац. Прве песничке збирке Прапорец и гусла и Туга Бугарске је објавио 1875, а након ослободилачког Руско-турског рата 1878. године је изашла и његова збирка Избављење.
После ослобођења Бугарске учествовао је активно у друштвеном и политичком животу земље. Неколико година је живео у Пловдиву и био је представник Народне странке у Обласној скупштини. Пловдивски период је изванредно плодан у стваралачој биографији Вазова. Тада је почео издавати књижевно-научни часопис Наука, а заједно с Константином Величковом и књижевни часопис Зора. Истовремено је објавио своју чувени песничку збирку Епопеја заборављених (1881-1884) и приповести Немили-недраги (1883) и Стричеви (1884). Од 1886. до 1889. због политичких разлога Вазов напушта Бугарску и извесно време живи у Одеси где пише свој најпознатији роман Под јармом. Након повратка у Бугарску до краја свог живота остаје у Софији, написавши још пуно песничких књига, приповести, драма, критичких текстова, романа и путописа.
Године 1874, укључио се у борбу за независност своје земље од Османског царства. У Сопот се вратио 1875. године, где је постао члан месног револуционарног комитета. После неуспеха Априлског устанка 1876, морао је да побегне из земље, враћајући се у Галац, где је већина преживелих револуционара прогнана. Тамо је постављен за секретара одбора. Вазов је вероватно био под великим утицајем Ботева, који је био идејни вођа бугарског револуционарног покрета. Своје чувене песме почео је да пише са Ботевом и још неким бугарским емигрантима у Румунији. Године 1876, објавио је своје прво дело Забава и гусле, а затим Бугарске туге 1877. године.
Бугарска је повратила своју независност 1878. као резултат Руско-турског рата и Вазов је написао чувени Еп о заборављенима. Он је постао је уредник политичких ревија Наука и Зора. Међутим, због прогона русофилске политичке фракције поново је био приморан на изгнанство, овога пута у Одесу. Вративши се у Бугарску уз помоћ мајке Субе Вазове, почео је да предаје. Следећи Вазов боравак је био у Свиштову, где је постао државни службеник.
Он се преселио се у Софију 1889. где је почео да објављује ревију Деница.

## Други познати радови
Нека од осталих познатих Вазових дела су романи Нова земља (1894), Под нашим небом (1900), Казаларска царица (1902), Песме Македоније (1914), Неће пропасти (1920) и драме Вагабондс (1894), Новинар? (1900), Борислав (1909) и Ивајло (1911).
Вазов је написао и прву бугарску научнофантастичну причу Последњи дан XX века (1899), прву бугарску фантастичну песму У Царству вила (1884) и још неке фантазијске поезије.

## Историјска локација
Вазов дом у Софији претворен је у музеј, у коме се налази рестаурација његове резиденције са старинским намештајем, као и Вазов таксидермички очуван пас. Иако је музеј наизглед отворен од уторка до суботе, у пракси нема увек особља, те се посетиоцима саветује да се јаве унапред. Музеј се налази на углу улица Ивана Вазова и Георгија С. Раковског у Софији. Још један драгуљ музеја је његова велика кућа у Берковишти. Испуњена је поезијом у комбинацији са старим фотографијама краја и револуције, увећаним до величине постера. На другом спрату се налазе две велике сале за састанке, једна за мушкарце, друга за жене. Каучи на платформи служили су као кревети.

## Дела

### Романи
- Под јармом
- Нова земља
- Светослав Тертер
- Казаларска царица

### Приповести
- Митрофан и Дормидолски
- Немили-недраги
- Стричеви
- Нора

### Зборници
- Приче 1881-1901
- Шаролик свет
- Јутро у Банки
- Приче 1901-1921

### Песничке збирке
- Прапорац и гусле
- Туга Бугарске
- Избављење
- Мајски букет
- Гусле
- Италија
- Поља и горе
- Сливница
- Звуци
- Поеме
- Скитничке песме
- Под нашим небом
- Јоргован ми замириса
- Љубав и природа

## Занимљивости
Током Топличког устанака 1917. године књижевница Даница Марковић показала је одважност, супротстављајући се суровости бугарских војника. Даница је тада показала изузетну храброст и пожртвованост покушавајући да у Нишу дође до високих представника бугарске власти и да се бори за „српску ствар”. Једном приликом била је и ухапшена и одведена у Нишку тврђаву и осуђена на смрт. Њена ситуација је била толико безнадежна да се за помоћ обратила бугарском колеги Ивану Вазову, човеку који је у том тренутку био на непријатељској страни. Вазов је реаговао, заједно са организацијом Црвени крст, и холандском краљицом Вилхелмином, успевши да је спасу.